# Стемпин, Павел
Павел Стемпин (пол. Paweł Stempin; род. 13 июля 1959, Познань) — польский шахматист, международный мастер (1984), тренер.
В составе сборной Польши участник 2-х Олимпиад (1984 и 1988) и 9-го командного первенства Европы (1989) в Хайфе.

## Изменения рейтинга
| Графики недоступны из-за технических проблем. См. информацию на Фабрикаторе и на mediawiki.org. |